# Eapsu
Eapsu (E-apsu; sumerisch E.ZU.AB, EDEnki, auch E-sirra, E-engurra) bezeichnete den „Tempel des Ozeans“ in Eridu; Ur-Nammu nannte ihn auch in der Kurzform „Tempel des Enki“. Hammurapi erwähnte den Tempel zusätzlich als „die Riten des Eapsu“.  
Ursprünglich wurde Eapsu von En-metena von Lagaš erbaut und später von Ur-Nammu und Bur-Sin von Isin wieder restauriert. 